# مسجد الحنفي
مسجد الحنفي، أحد جوامع مدينة جدة القديمة في المملكة العربية السعودية.

## الموقع
يقع جامع الحنفي في حارة الشام ويرجع تاريخ بنائه إلى عام 1320 هـ وهو أكبر مساجد جدة القديمة وتمت صيانته عدة مرات، ومن أشهر أئمة المسجد الشيخ عبد الرحمن أحمد علي باصبرين.

## العمارة
لجامع الحنفي مئذنة واحدة مبنية من الحجر، حيث في مدينة جدة كان الحجر هو المادة السائدة في بناء المنابر، وكانت المنابر تأخذ الشكل المثمن، وأغلب المساجد بجدة تحتوي على مئذنة واحده فقط، وهي في الغالب مقسمة إلى ثلاثة أقسام يتحلى الجزء الأسفل لكل منها بنقوش، والملاحظ على منابر المساجد في مدينة جدة قديما جميعها يقع في الركن الجنوبي الغربي من المساجد كذلك مسجد الحنفي.

## اتساع المسجد
تتسع ساحة جامع الحنفي لحوالي ألفي مصل، وتتزايد أعداد المصلين خلال الشهر الفضيل شهر رمضان لأداء صلاة التراويح، ويحيط بالمسجد ثلاثة أبواب مما يجعل وصول المصلين للجامع سهلا من الجهة الشرقية ومن شارع قابل ومن ناحية سوق الندى.

## المسجد والمحافظة على الآثار
قامت إدارة حماية المنطقة التاريخية بإزالة البوابات وإعادة المسجد إلى طبيعته وتوسعته، كما تم بناء وإنشاء أعمدة بالحجر المقصوص لأول مرة، وبعد الانتهاء من ترميم المسجد أُفتتحت به مدرسة الملك عبد العزيز لتحفيظ القرآن الكريم، وقد قامت إدار حماية المنطقة التاريخية بالعديد من الأعمال من أبرزها:
- إزالة ورفع 295م من المخلفات والرواسب القديمة التي أثرت على مصلى المسجد
- رفع وإزالة 885م من المخلفات المتناثرة في الناحية الغربية للمسجد
- ترميم مايعادل 65م بالمصلى والمجلس بالحجر المنقبي والأدوات الخشبية
- القيام بعمل لياسة لمساحة 1800م بمواد مجربة بواسطة الإدارة عن طريق خلط المواد التقليدية مع بعض المواد الحديثة
- استطاع منسوبي إدارة حماية المنطقة تصنيع اثنين من الرواشن بمساحة 4م×2،5م تتناسب مع ظروف المكان
- تصنيع باب كبير بين المجلس والمصلى، مع ترميم نافذتين تم اكتشافهما اثناء تنظيف الجدران تبلغ أربعة أمتار
- إضافة باب كبير قديم ومنقوش يتناسب مع الفترة الزمنية التي أنشئ فيها المبنى، ورأت إدارة الحماية مناسبة وضعه في الواجهة الشرقية من المبنى
- القيام بمشورة كبار السن الذين رأوا مناسبة عمل درابزين مشابه للقطع الموجودة.[4]

## انظر ايضاً
- جدة
- مسجد المعمار
- مسجد الشافعي

## وصلات خارجية
- خادم الحرمين يتكفل بترميم مسجد الحنفي التاريخي.. في جدة.